# Пидпалый, Валерьян Сергеевич
Валерья́н Серге́евич Пидпа́лый (укр. Підпалий Валеріан Сергійович; 4 февраля 1940, Чулаковка — 10 января 2001, Киев) — советский и украинский кинорежиссёр, сценарист. Лауреат Республиканской премии имени Я. Галана (за 1977 год).

## Биография
Валерьян Сергеевич Пидпалый родился 4 февраля 1940 года в селе Чулаковке, в семье служащих.
В 1965 году окончил факультет журналистики Киевского государственного университета имени Тараса Шевченко.
Работал режиссёром «Укрторгрекламфильма», Киевнаучфильма, на Киевской киностудии имени А. П. Довженко.
Был членом Национального союза кинематографистов Украины.
Скончался 10 января 2001 года в Киеве. Похоронен в Киеве на Городском кладбище «Берковцы».

### Творчество

#### Фильмография
Создал научно-популярные ленты:
- «Советские сейнеры», «Приятного аппетита» (1967);
- «Не кашей единой» (1967. Серебряная медаль Международного кинофестиваля медицинских фильмов Варна, Болгария, 1969);
- «Помочь человеку», «Следопыты мысли», «Каким быть селу» (1969),
- «Партбилет № 1», «Чужие в городе» (1970);
- «Приближение к истине» (1972);
- «Наступление на рак» (1974, Первая премия VII Всесоюзного кинофестиваля, Кишинев, 1975. Золотая медаль Международного кинофестиваля по здравоохранению. Варна, Болгария, 1976);
- «Я напою тебя, земля» (1975);
- «Решения, которые мы принимаем» (1976)

Поставил художественные фильмы:
- «Искупление чужих грехов» (1978);
- «Тайны святого Юра» (1981, сценарист в соавторстве.);
- «Канкан в Английском парке» (1984, сценарист в соавторстве.);
- «И завтра жить» (1987, телевизионный фильм, 2 серии.);
- «Ночь самоубийцы» (1991, автор сценария);
- «Похищение» (1992).

## Фестивали и награды
- 1969 — Серебряная медаль Международного кинофестиваля медицинских фильмов, Варна, Болгария, 1969 за документальный фильм «Не кашей единой» (1967).
- За научно-популярный фильм «Наступление на рак»:
  - 1975 — Первая премия VII Всесоюзного кинофестиваля, (Кишинёв), 1975.
  - 1976 — Золотая медаль Международного кинофестиваля по здравоохранению. Варна, Болгария, 1976.
- 1977 — Лауреат Республиканской премии имени Я. Галана (за 1977 год).
- 1982 — На кинофестивале «Молодость-82» (Киев) актрисе Елизавете Дедовой был вручен диплом за исполнение роли Стефы[1] в фильме Тайны святого Юра.
- 1985 — 18 Всесоюзный кинофестиваль (Минск), кинофильм «Канкан в Английском парке» в программе художественных фильмов:[2] — Диплом жюри за разработку политической темы фильму «Канкан в Английском парке»[3][4].